# Club Social Deportivo Juan Mata
El Juan Mata es un club de fútbol de la ciudad de Nasca, en el Departamento de Ica. Es un club tradicional de la ciudad de Nasca. Es el club más exitoso de la ciudad Nasqueña, por encima del emblemático Defensor Zarumilla debido a sus éxitos en los años 90, en aquel entonces llegó a jugar la Segunda División Profesional. Es el primer equipo de la provincia de Nasca en jugar un campeonato profesional.

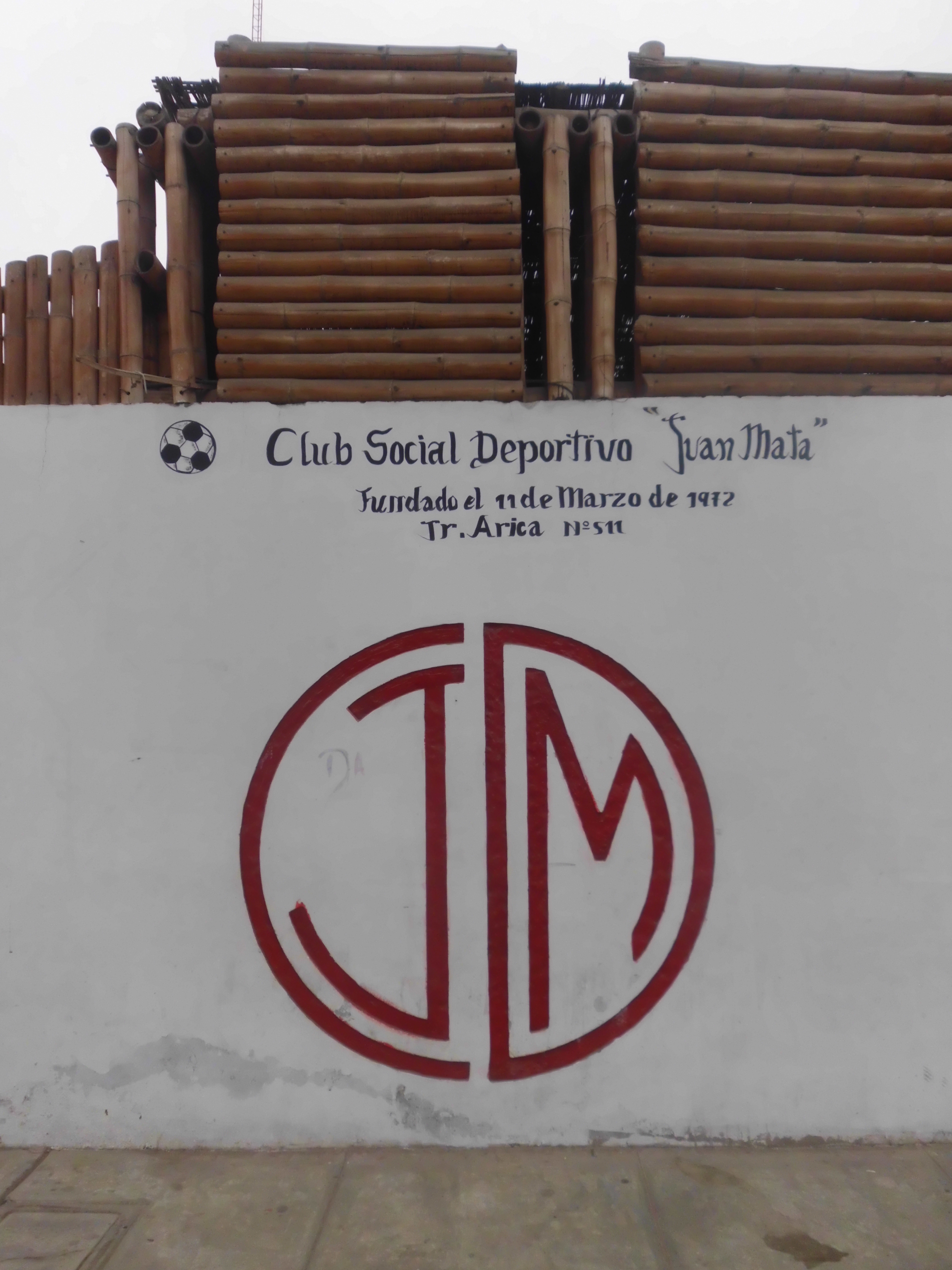
Escudo del Juan Mata.

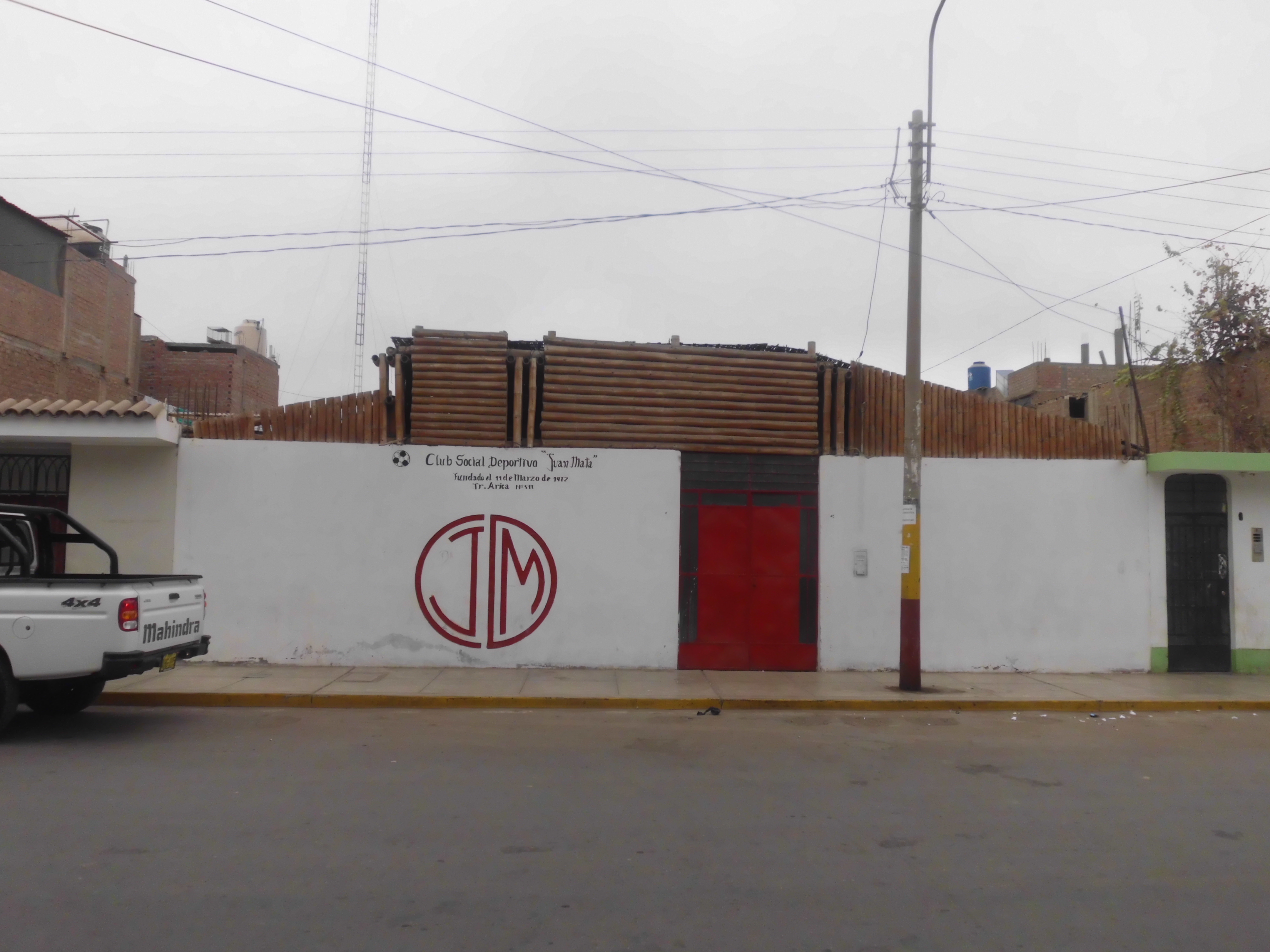
Local del Juan Mata.

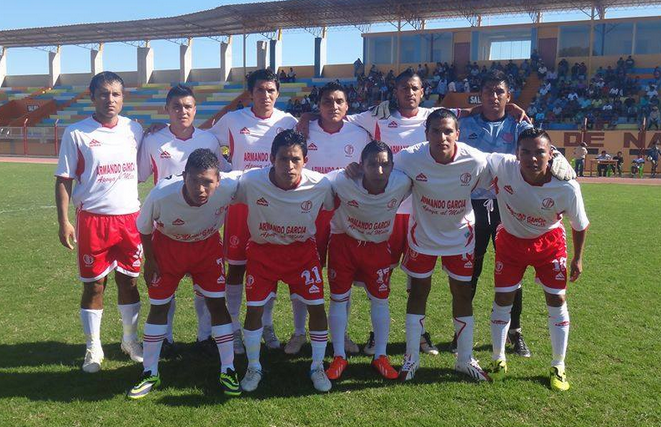
Equipo del Juan Mata 2014.

## Historia
Fue fundado el 11 de marzo de 1972. Se fundó en la casa de Lucho Canales donde estaban los hermanos Quiróz, hermanos Berróspi, los hermanos Galindo, Lucho Canales, Gonzalo Calderón, Armando García, Eusebio Mata, Armando Jiménez y muchos más. 
El Club Social Deportivo Juan Mata cuenta con un local que está ubicado en la calle Arica N°511. El local está muy cerca a la plaza de armas de la ciudad de Nasca. 

### Ciclo XX

#### Años 1970
En 1972 logró el título en el interbarrios ascendiendo a la segunda profesional de Nasca. 
En 1973 se lleva el subcampeonato de la segunda división provincial de Nasca ascendiendo rápidamente en tan solo 2 años a la Liga de Nasca.

#### Años 1980
En esta década se realizó la Gran campaña del año 1988-1989. En el año 1988 logró ser campeón provincial, clasificando a la siguiente etapa. Al año siguiente fue tercero en la etapa departamental y jugó un repechaje por el último cupo a la Regional contra Academia Cantolao al que venció por 2-1. En la Regional clasificó al cuadrangular final contra Grumete Medina, Atlético Soledad (Paramonga) y Alejandro Villanueva (Chincha Alta). Juan Mata ganó la liguilla y el ascenso a la Segunda División Profesional.

#### Años 1990
Campaña en la segunda profesional
En 1990 el Juan Mata hizo un pésimo campeonato quedando en penúltimo lugar en la zona sur de la Segunda División, a pesar de ello se mantuvo en dicha categoría.
En 1991 el Juan Mata no pudo quedar entre los seis primeros que se mantendrían para la Segunda División 1992 y descendió a la Copa Perú. 
Campaña en copa Perú
En el año 1993 logró ser por primera vez campeón departamental. Gracias a ello, disputó la copa Perú 1994. Integró la región IV (Lima e Ica) junto a los equipos de Independiente los Ángeles (Chincha Alta), Octavio Espinosa (Ica), Sporting Cristal (Puerto Supe), Atlético Independiente (Cañete) y Deportivo Cadet (Lima). En esta región el clasificado terminó siendo el Octavio Espinosa.
Participó en la región II (Ica, Ancash, y La Libertad) de la Copa Perú 1995. Esta región las integró también los equipos José Gálvez (Chimbote), Carlos A. Mannucci (Trujillo) y Deportivo Marsa (Tayabamba). En esta región el clasificado terminó siendo el Deportivo Marsa.

### Ciclo XXI

#### Años 2010
En el año 2012 el Juan Mata quedó campeón de la Liga de Nasca. En la etapa provincial eliminó al Independiente Coyungo (Changuillo) y al Simón Rodríguez (Nasca). En las semifinales, quedó eliminado por el Santos FC (Vista Alegre). 
En el año 2013 el Juan Mata quedó subcampeón de la Liga de Nasca. Clasificó al Torneo Provincial siendo eliminado en la primera fase por el Juventud Guadalupe (Vista Alegre). El equipo Vistalegrino fue eliminado en cancha, pero un reclamo le dio el pase en mesa.
En el año 2014 el equipo de la calle Arica terminó siendo subcampeón de la Liga Nasqueña. En la etapa provincial se enfrentó al Defensor Mina (Marcona). Perdió la llave pero pudo clasificar como el segundo mejor perdedor. Eliminó al Defensor Acarí (Acarí) y al Defensor mina (Se enfrentó nuevamente). En la final perdió con el Defensor Zarumilla obteniendo el subcampeonato. En la etapa departamental eliminó en primera fase al campeón Palpeño Deportivo América. En cuartos de final fue eliminado por el Defensor Zarumilla.

#### Años 2020
En el año 2022 el Juan Mata participó en la liga distrital de Nasca quedando en el penúltimo lugar de 8 equipos participantes. A pesar de ello, la liga provincial de Nasca envió un comunicado donde indicó que los 8 equipos participantes mantendrán la categoría.
En el año 2023 el cuadro del Mata obtuvo el quinto lugar de 10 equipos participantes, culminando su participación en el presente año.
En la presente temporada 2024 el cuadro del Juan Mata peleo en la parte alta de la tabla pero no pudo clasificar a la etapa provincial de Nasca.

## Uniforme
- Uniforme titular: Camiseta roja, pantalón rojo, medias rojas.
- Uniforme alternativo: Camiseta blanca, pantalón blanco, medias rojas.

## Entrenadores
- Medardo Arce (1989-1990)
- Moisés Chumpitaz (1991-1993)
- Félix Arias (1994)
- José Chacaltana (1995-1996)
- profesor Unoc
- Payo Navarrete
- Juan Huamán
- José Kunko Huamán

## Estadio

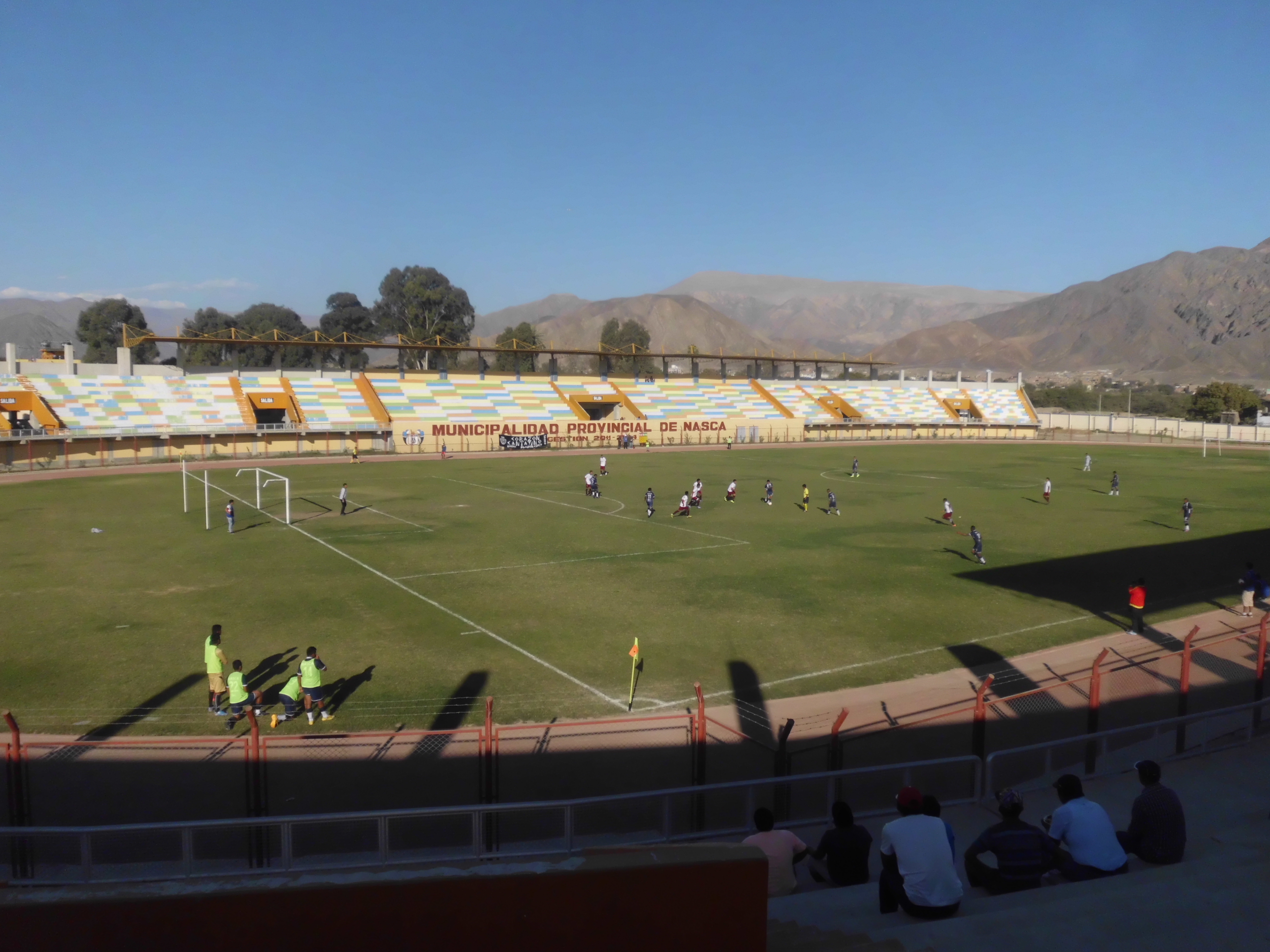
Gramado del Estadio Municipal de Nasca.

Sus actuaciones como local lo realiza en el Estadio Municipal de Nasca (Pedro Huaman Roman), un estadio con una capacidad aproximada de 10 000 espectadores (El de mayor capacidad en el departamento de Ica) y se encuentra ubicado en el barrio de San Carlos en la ciudad de Nasca. El coloso es propiedad del municipio provincial de Nasca.

## Datos del club
- Temporadas en Segunda División: 2 (1990 y 1991).

## Palmarés

### Torneos regionales
| Competición regional            | Títulos           | Subcampeonatos |
| ------------------------------- | ----------------- | -------------- |
| Liga Departamental de Ica (2/0) | 1993, 1995.       |                |
| Liga Provincial de Nasca (2/1)  | 1983, 1988.       | 2014.          |
| Liga Distrital de Nasca (3/2)   | 1983, 1988, 2012. | 2013, 2014.    |